# نووو سلو (کانگیژا)
نووو سلو (به صربی: Novo Selo) یک منطقهٔ مسکونی در صربستان است که در استان خودمختار وویوودینا واقع شده‌است. نووو سلو ۲۱۱ نفر جمعیت دارد.